# Těšetice-Kyjovice
Těšetice-Kyjovice je název archeologické lokality, která se nachází asi devět kilometrů severovýchodně od Znojma. Nachází se na rozhraní katastrálních území obcí Kyjovice a Těšetice. Lokalita se nachází na jižním svahu nad říčkou Únanovkou. Byla objevena v roce 1956 a zkoumaná je od roku 1958. Od roku 1967 zde probíhá pravidelný systematický výzkum lokality.
Jedná se multikulturní lokalitu s počátkem osídlení v neolitu. Nejznámějším objevem je rondel lidu s moravskou malovanou keramikou.

## Kulturní zařazení
Bylo zde nalezeno osídlení těchto kultur:
- Neolit – kultura s lineární keramikou, kultura s vypíchanou keramikou, kultura s moravskou malovanou keramikou
- Eneolit – kultura s kanelovanou keramikou, kultura se zvoncovitými poháry
- Doba bronzová – únětická kultura
- Doba halštatská – horákovská kultura

## Vedoucí výzkumu
- 1967–1985: Vladimír Podborský
- 1985–1998: Pavel Koštuřík a Eliška Kazdová
- 1999–2002: Jaromír Kovárník
- 2003–2007: Eliška Kazdová, Inna Mateiciucová, Klára Šabatová
- po roce 2008: Eliška Kazdová, Klára Šabatová, Martin Kuča